# Boulevard du Général-de-Gaulle (Villemomble)
Pour les articles homonymes, voir Avenue du Général-de-Gaulle.
Le boulevard du Général-de-Gaulle est un des axes du centre historique de Villemomble.

## Situation et accès

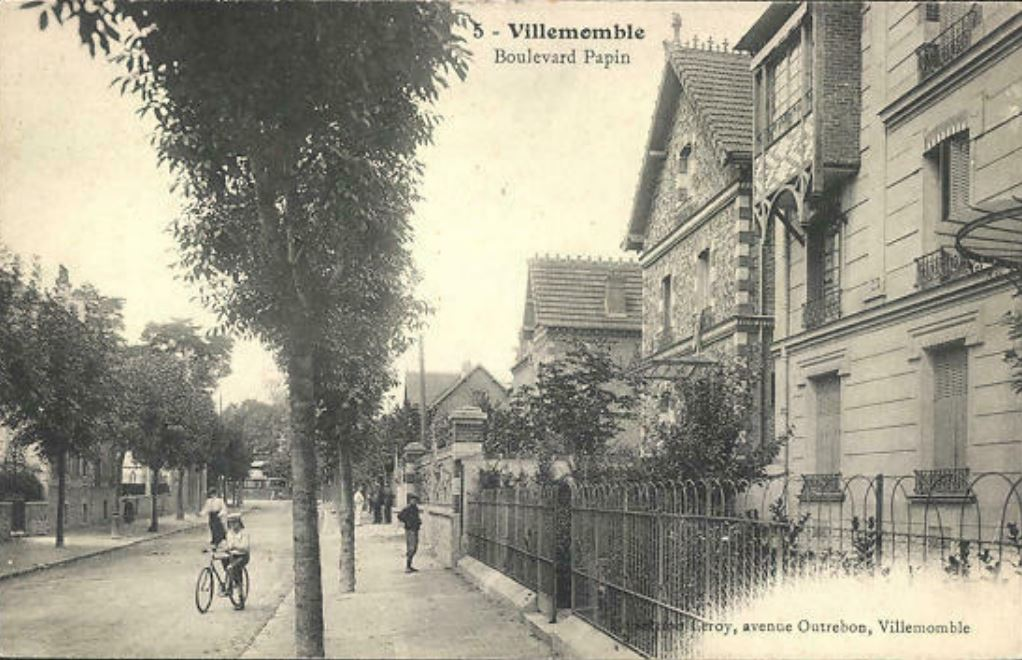
Le boulevard Papin.

Ce boulevard croise notamment l'avenue Detouche.
Longeant la ligne de Paris-Est à Strasbourg-Ville, il est accessible dans sa partie ouest par la Gare du Raincy - Villemomble - Montfermeil, et pour la partie est, par la gare de Gagny.

## Origine du nom

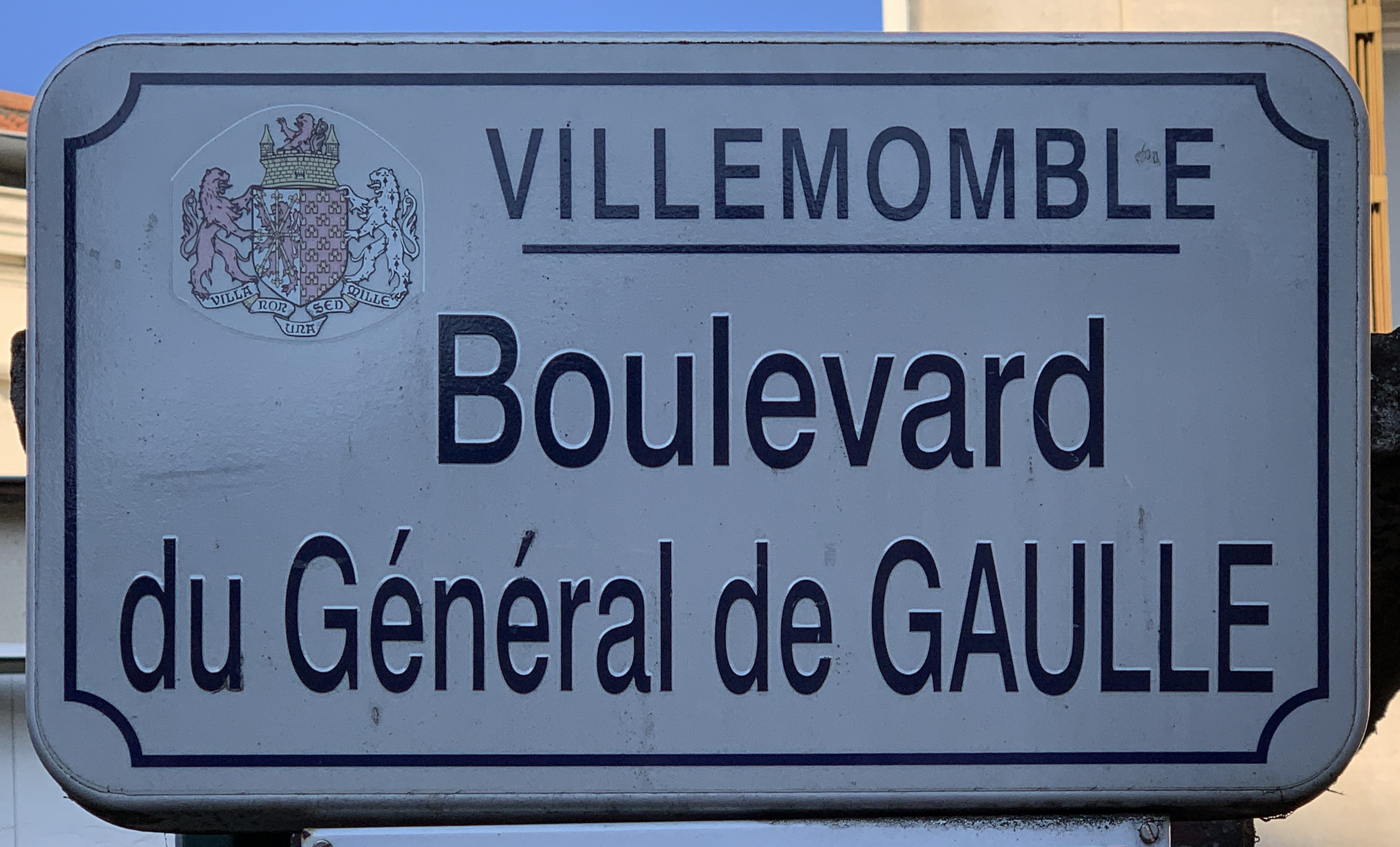
Plaque du boulevard.

Cette voie de communication porte le nom de l'ancien Président de la République française Charles de Gaulle (1890-1970).

## Historique

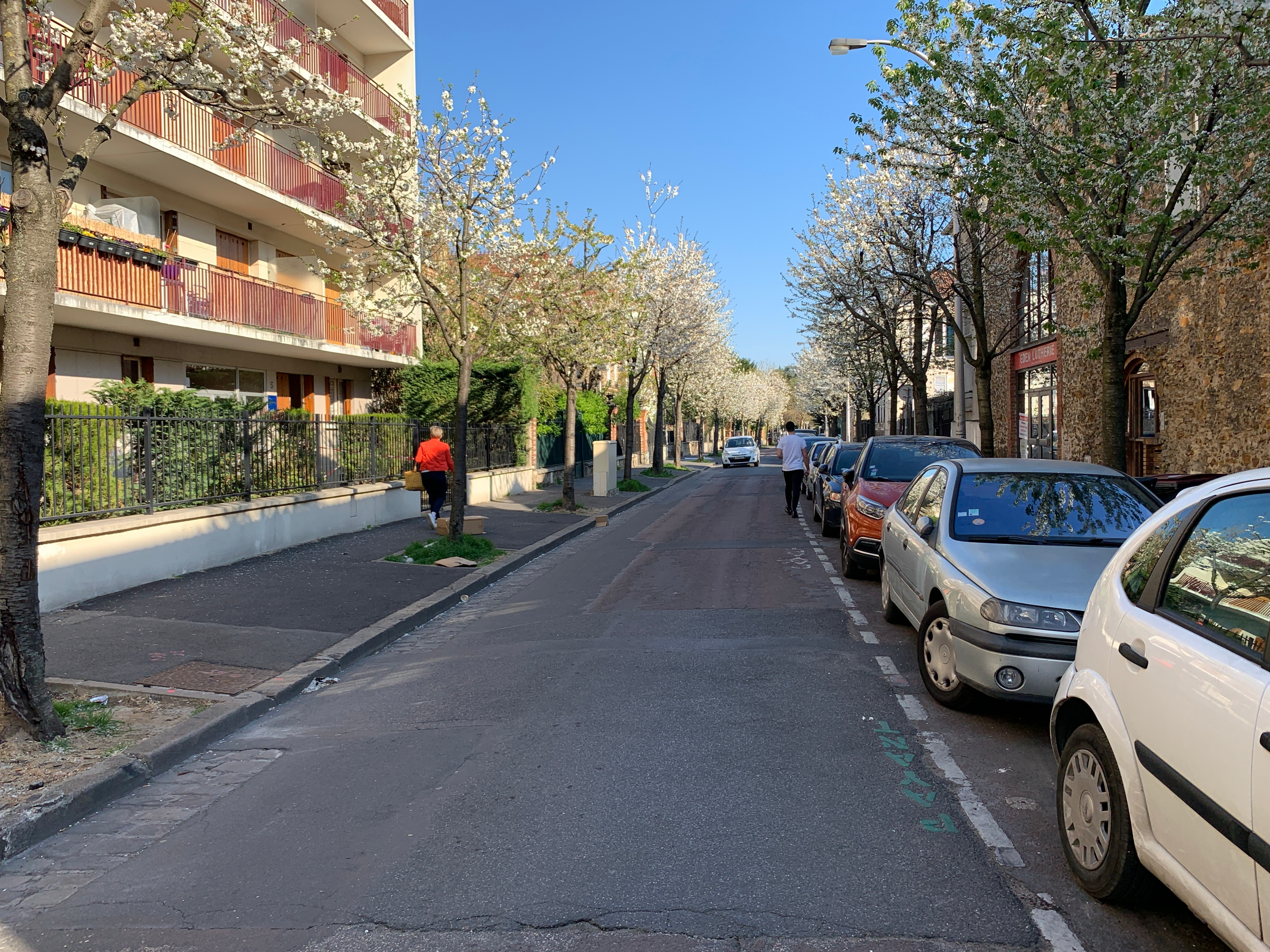
Le boulevard en avril 2021.

## Bâtiments remarquables et lieux de mémoire
- Gymnase Robert-Pandraud, nommé en hommage à Robert Pandraud, homme politique français.